# Canal des Ormes
Le canal des Ormes ou conduite de réalimentation de la Seine à la Voulzie est un canal, long de 24,3 kilomètres, reliant la Seine, à Saint-Sauveur-lès-Bray, à la Voulzie, à  Léchelle.

## Communes traversées
- Saint-Sauveur-lès-Bray ~ Longueville  ~ Jutigny ~ Les Ormes-sur-Voulzie ~ Saint-Loup-de-Naud ~ Sainte-Colombe ~ Poigny ~ Provins ~ Sourdun ~ Léchelle.

### Bassin versant
Son bassin versant correspond à quatre zones hydrographiques traversées : 
- « Le ru de Barcq de sa source au confluent de la Voulzie (exclu) (F231) » ;
- « La Voulzie de sa source au confluent du ru de Barcq (exclu) (F230) » ;
- « La Seine du confluent de la Voulzie (exclu) au confluent de l'Auxence (exclu) (F240) » ;
- « La Voulzie du confluent du ru de Barcq (exclu) au confluent de la Seine (exclu) (F232) »[1].

Il est constitué à :
- 65,17 % de « territoires agricoles » ;
- 30,84 % de « forêts et milieux semi-naturels » ;
- 3,17 % de « territoires artificialisés » ;
- 0,78 % de « surfaces en eau » ;
- 0,04% de « zones humides »[1].